# Salix neowilsonii
Espèce
Classification APG III (2009)
Salix neowilsonii est une espèce de plantes à fleurs de la famille des Salicaceae. C'est un saule arbustif originaire d'Asie.

## Taxonomie
- Aucune sous-espèce n'est énumérée dans Catalogue of Life[2].

## Description
Salix neowilsonii est une espèce de saule de la famille des Salicaceae,.
La plante se présente sous la forme d'un arbre ou d'un arbuste. Le limbe des feuilles est d'oblolancéolé à lancéolé ou d'elliptique à largement elliptique, à marge dentée, subentier, crénelé - dentelé, à long sommet d'acuminé à aigu. La floraison est presque cotonneuse.
Le chaton mâle est mince, les bractées sont vert jaunâtre. La fleur mâle montre des glandes adaxiales et abaxiales collées à la base pour former un disque multifide. Les étamines sont au nombre de  3 ou 4-6 ( -8 ). Les chatons femelles sont rares, avec des fleurs légèrement denses, habituellement pédonculés. La fleur femelle porte une glande adaxiale habituellement en forme de fer à cheval, ovaire étroitement ovoïde à ovoïde, glabre, à long stipe, style très court, de 0,3 mm, ou absent.
A. K. Skvortsov indique que Salix dunnii, S. mesnyi, S. nankingensis, S. neowilsonii, S. rosthornii, S. warburgii, et S. wilsonii se ressemblent tellement qu'il faudrait les considérer comme une seule espèce variable et grandement répartie.